# Jeanne Rucar
Jeanne Rucar ( La Madeleine, Lille, 29 de febrero de 1908-Ciudad de México, 4 de noviembre de 1994)  fue una actriz de cine mudo, gimnasta profesional y ayudante de producción francesa. Fue la esposa del cineasta Luis Buñuel Portolés.
Jeanne Rucar nació en La Madeleine, al norte de Lille, de donde estaba su familia. De niña, comenzó una carrera de gimnasia rítmica con Irène Poppart que la llevó a ganar una medalla de bronce en los Juegos Olímpicos de París de 1924. En 1925 conoce en París al cineasta Luis Buñuel durante una visita al estudio del pintor Joaquín Peinado con unas amigas. Buñuel pensó que eran prostitutas, ya que no iban acompañadas, algo muy inhabitual en su España natal.
Antes de casarse con Luis Buñuel, trabajó en la Librairie Espagnole, un reducto de resistencia donde se salvó una copia del corto surrealista dirigido por Buñuel Un chien andalou, que no fue retirada por la censura.
La librería fue posteriormente adquirida por la hermana de Jeanne, Georgette. Jeanne Rucar apareció en algunos filmes de su Buñuel, como L'Âge d'or o Los olvidados, participó en la confección del vestuario del protagonista de Un perro andaluz, y fue el ayudante de producción de varias producciones como Un perro andaluz, La Edad de oro y Las Hurdes, tierra sin pan.
Cuando su marido asistió a una de sus clases de gimnasia rítmica, le obligó a dejarlo porque se le veían las piernas y consideraba que no era decente. Lo mismo ocurrió con sus clases de piano cuando Buñuel vio que el profesor era un hombre.
La ausencia de ese instrumento, el piano, del que tanto había disfrutado, la llevó a titular su autobiografía: Memorias de una mujer sin piano. Después de ocho años de noviazgo, el 23 de junio de 1934 se casa con Luis Buñuel. En 1939 el matrimonio abandona Francia, donde residían, para ir hacia Estados Unidos por los compromisos profesionales de Buñuel. Allí vivirán, entre Los Ángeles y Nueva York, hasta 1945, cuando la pareja se instala definitivamente en México. El 9 de noviembre de 1934 nace su primer hijo, Juan Luis, y el siguiente, Rafael, nace en 1940. Tras toda una vida dedicada a su marido ya sus hijos, con 82 años, Jeanne Rucar decidió dictar su biografía, que fue recogida por Marisol Martín del Campo.
Esta escritora la transcribió, ya que Jeanne Rucar tenía problemas de visión y había dejado de escribir. Jeanne murió poco después, a los 86 años, en Ciudad de México. En castellano se han realizado varias ediciones de su biografía, como la del año 1991 de la editorial Cátedra y la del 2016 de Cabaret Voltaire. También se hizo una edición en Latinoamérica con Alianza Editorial Mexicana.

## Filmografía
- Un chien andalou (1929)
- El Âge de oro (1930)
- Las Hurdes, tierra sin pan (1933)
- Los olvidados (1950)